# Tiszaeszlár
Tiszaeszlár (alte Schreibweise auch Tisza-Eszlár) ist eine ungarische Gemeinde im Kreis Tiszavasvári im Komitat Szabolcs-Szatmár-Bereg. Zur Gemeinde gehören die Ortsteile Bashalom und Újtelep.  Der Ort wurde im 19. Jahrhundert bekannt im Zusammenhang mit der Affäre von Tiszaeszlár.

## Geografische Lage
Tiszaeszlár liegt 21 Kilometer nordwestlich des Komitatssitzes Nyíregyháza, 13 Kilometer nordöstlich der Kreisstadt Tiszavasvári und 10 Kilometer südöstlich der Stadt Tokaj am linken Ufer der Theiß. Nachbargemeinden sind im Uhrzeigersinn: Tiszanagyfalu im Norden, Nyírtelek im Osten, Nagyczerkesz im Südosten, Tiszalök im Süden, Tiszaladány im Westen. Ein kleiner Teil von Tiszaeszlár grenzt direkt an das Gebiet des jenseits von Theiß und Bodrog im Nordwesten gelegenen Tokaj.

## Herkunft des Namens
Der Name Tiszaeszlár ist zusammengesetzt aus Tisza, dem ungarischen Namen der Theiß, und dem eigentlichen Ortsnamen Eszlár – dieser zweite Teil scheint ursprünglich  turksprachlicher Herkunft zu sein mit der typisch turksprachlichen Pluralbildung auf „-lar“, auch in den ältesten überlieferten Namensformen Azlar, Uzlar, Ozslar. Die Bedeutung des Grundworts, zu dem dieser Plural gebildet wird, ist umstritten. Es könnte sich auf eine Teilgruppe der Alanen beziehen, die als Os (vgl. auch den Namen der Osseten), As oder Jász in verschiedenen Zusammenhängen erscheinen.

## Geschichte
Die erste Erwähnung stammt aus dem Jahr 1220. Bis 1261 war es ein Anwesen der Kirche in Eger, bis es vom Bischof von Eger für die Ländereien von Sándor Karászi bei Eger abgelöst wurde. Vom 14. bis zum 18. Jahrhundert befanden sich mehrere Familien im Besitz des Ortes (Biri, Doby, Lónyay, Sztritey, Újfalussy, Tatay, Tschernel, Péchy, Ibrányi, Teleky, Zoltán). Zu Beginn des 17. Jahrhunderts siedelte István Bocskai im entvölkerten Ort mit nur noch 49 Einwohnern Heiducken an.
Aufgrund der Überschwemmungen der Theiß begann 1858 der Bau von Újfalu (=„Neudorf)“, südlich vom alten Eszlár, heute Ófalu (=„Altdorf“).
1882 gelangte Tiszaészlar in den Fokus der ungarischen und der internationalen Öffentlichkeit im Zusammenhang mit antisemitischen Ritualmordunterstellungen wegen eines verschwundenen und später aufgefundenen Mädchens (das in Wirklichkeit offenbar ertrunken war). Die Affäre von Tiszeszlár wurde und wird bis heute sowohl von Antisemitismusgegnern als auch von Antisemiten prominent wahrgenommen und thematisiert.
In Tiszaeszlár wurde in den letzten Jahren ein Gedenkstein für das vermeintliche Mordopfer, Eszter Solymosi, aufgestellt. Der durch wiederholte antisemitische Ausfälle bekannte rechte Politiker István Csurka und mehrere 100 Anhänger der MIÉP versammelten sich hier am 11. September 2003 zum öffentlichen Gedenken. Bürgermeister von Tiszeszlár war von 2014 bis 2019 Tibor Barnabás Nagy, Vorsitzender der MIÉP. Der Ort galt bis zur Wahl des neuen unabhängigen Bürgermeisters allgemein als „letzte Bastion der MIÉP“.

### Bevölkerungszusammensetzung
Im Jahr 2001 gaben 96 % der Bevölkerung der Siedlung an, ungarisch zu sein, und 4 % gaben an, Roma zu sein.

## Persönlichkeiten
- István Török (* 1. Dezember 1904), reformierter Theologe und Professor.
- András Skarbit (* 7. November 1925), Arbeiter, bekannt aus dem Werk des Fotografen Péter Korniss (The Guest Worker)[6]

## Sehenswürdigkeiten
- Freiheitsdenkmal (Szabadság-emlékmű), erschaffen von Géza Nagy
- Griechisch-katholische Kirche Istenszülő elhunyta
- Reformierte Kirche
- Römisch-katholische Kirche Szent Kilián
- Sgraffito Család, erschaffen 1975 von Zoltán Angyalföldi Szabó
- Weltkriegsdenkmal

## Verkehr
In Tiszaeszlár treffen die Landstraßen Nr. 3633 und Nr. 3634 aufeinander. Vom südöstlich gelegenen Bahnhof bestehen Zugverbindungen nach Tiszalök und Görögszallas. Zudem gibt es Busverbindungen in die Nachbargemeinden.